# Les Bouchoux
Les Bouchoux là một xã trong vùng Bourgogne-Franche-Comté, thuộc tỉnh Jura, quận Saint-Claude, tổng Les Bouchoux. Tọa độ địa lý của xã là 46° 17' vĩ độ bắc, 05° 49' kinh độ đông. Les Bouchoux nằm trên độ cao trung bình là 950 mét trên mực nước biển, có điểm thấp nhất là 710 mét và điểm cao nhất là 1230 mét. Xã có diện tích 21.20 km², dân số vào thời điểm 2006 là 321 người; mật độ dân số là 15 người/km².

## Địa điểm tham quan
Nhà thờ được xây trong thế kỉ thứ 19.